# Acacia kekapur
Acacia kekapur är en ärtväxtart som beskrevs av Ivan Christian Nielsen. Acacia kekapur ingår i släktet akacior, och familjen ärtväxter. Inga underarter finns listade i Catalogue of Life.